# Juan Ribot
Juan Ribot (fl. 1646-1654) fue un pintor español activo en Huesca y su ámbito de influencia.
En 1646, vecino de Huesca, recibió como discípulo a Francisco Matías Lorente, sobrino del capellán de la iglesia parroquial de Monzón, con quien firmó el contrato de aprendizaje. Un año después contrató el dorado y policromado de una peana de la Virgen del Rosario y del retablo de Santo Tomás de Villanueva en la iglesia parroquial de Grañén. En 1649 aparece como pintor del cabildo de la catedral de Huesca, cobrando por la pintura de unos candelabros y de algunas tablas para el monumento de Semana Santa. El mismo año recibió otro aprendiz, Gaspar de Lax, natural de Monzón. Las noticias concluyen en julio de 1654 cuando, hallándose enfermo, dictó su testamento.